# Hermandad de Campoo de Suso
Hermandad de Campoo de Suso és un municipi de la Comunitat Autònoma de Cantàbria que es troba a la comarca de Campoo-Los Valles. Limita al nord amb Polaciones, Mancomunitat Campoo-Cabuérniga i Los Tojos, a l'est amb Campoo de Enmedio, al sud amb Valdeolea i a l'oest amb la província de Palència.

## Localitats
- Abiada, 88 hab.
- Argüeso, 76 hab.
- Barrio, 83 hab.
- Camino, 48 hab.
- Celada de los Calderones, 87 hab.
- Entrambasaguas, 81 hab.
- Espinilla (Capital), 129 hab., dels que 18 resideixen a Brañavieja.
- Fontibre, 84 hab.
- Hoz de Abiada, 50 hab.
- Izara, 109 hab.
- La Lomba, 57 hab.
- Mazandrero, 43 hab.
- La Miña, 45 hab.
- Naveda, 79 hab.
- Ormas, 32 hab.
- Paracuelles, 44 hab.
- Población de Suso, 20 hab.
- Proaño, 59 hab.
- Salces, 244 hab.
- La Serna, 13 hab.
- Soto, 118 hab.
- Suano, 97 hab.
- Villacantid, 184 hab.
- Villar, 76 hab.

## Demografia
| 1900  | 1910  | 1920  | 1930  | 1940  | 1950  | 1960  | 1970  | 1980  | 1990  | 2000  | 2007  |
| ----- | ----- | ----- | ----- | ----- | ----- | ----- | ----- | ----- | ----- | ----- | ----- |
| 3.729 | 3.651 | 3.663 | 3.696 | 3.807 | 3.854 | 3.296 | 2.477 | 2.038 | 1.965 | 1.895 | 1.949 |

Font: INE

## Administració
| Eleccions municipals, 25 de maig de 2003 |      |        |          |
| Partit                                   | Vots | %      | Regidors |
| PP                                       | 822  | 56,57% | 6        |
| PRC                                      | 381  | 26,22% | 2        |
| PSOE                                     | 232  | 15,97% | 1        |

| Eleccions municipals, 27 de maig de 2007 |      |        |          |
| Partit                                   | Vots | %      | Regidors |
| PP                                       | 716  | 48,81% | 5        |
| PRC                                      | 592  | 40,35% | 4        |

## Poblat càntabre d'Argüeso
El poblat càntabre d'Argüeso és un projecte d'arqueologia experimental al llogaret d'Argüeso (municipi de Hermandad de Campoo de Suso) a Cantàbria. S'hi va reconstruir d'un poblat de l'edat del ferro. El conjunt de cases s'ha fet amb material i mètodes de l'època, sens utilitzar materials moderns o imitacions. Lles tècniques constructives s'han basat en les excavacions i les indicacions de l'arquitecte romà Vitruvi; a l'interior hi ha bancs a la vora de les llars de foc, telers de teixir, aparells de cuina, atuells per emmagatzemar aliments, molins de pedra per moldre els cereals; es poden veure també els ramats comunals.